# Ивкова слава
Ивкова слава је приповетка српског писца Стевана Сремца, настала за време његовог учитељског службовања у Нишу у последњој деценији 19. века. Први пут је објављена у посебној књизи јула 1895. године, а као адаптирана позоришна представа први пут је приказана у нишком хотелу „Европа”. 1896. године.
Након што су Драгомир Брзак и аутор приповетке Стевана Сремца 26. новембра 1900. година Ивкову славу, користећи музику Стевана Мокрањца, адаптирали за приказивање у позоришту под називом „Ивкова слава — Слика из нишкога живота у пет чинова с певањем”, представа ће безброј пута бити извођена, а и данас се изводи, на многим позоришним сценама широм Србије и шире, а доживела је и неколико филмских екранизација. Сремац, пишући ову приповетку пре више од 120 година, није ни слутио да ће ова прича (сведена на анегдоту) о пријатељима и једном непознатом госту и председнику општине, „славном другу за друштво”, да надживи деценије баш због те необичне радње. За живота у првом реду, Сремац је веровао да популарности његове „Ивкове славе” доприноси снажна глумачка личност Илије Станојевића Чиче, али да то није тако показало је време кроз бројне креације других српских врхунских уметника и позоришних колектива.

## О аутору
Стеван Сремац, који је рођен у Сенти у Бачкој, студирао је у Београду, где је завршио Историјско-филолошки одсек на Великој школи.Временом је живећи у Београду, Нишу, Пироту и другим српским градовима сазревао као професор и књижевник и тако постао један је од најзначајнијих и најчитанијих српских реалистичких писаца.

Стицајем околности Сремац ће свој живот и креативне моћи највише посветити граду који је упознао као добровољац у српско-турским ратовима од 1876. до 1878. године. Наиме Сремчев први сусрет са градом Нишом био је драматичан и замало кобан. Када је у току 1876. прекинуо студије укључио се као учесник добровољац у Српско-турском рату 1876–1877. године, у чувеној „Ђачкој батерији”, коју је предводио песник Милан Кујунџић Абердар. Према запису Сретена Пашића, 
Сремац се на Савиндан 1877. године замало није смрзнуо надомак Ниша, док је његова јединица по сњежној мећави улазила у овај град из алексиначког правца. Изнемоглог Сремца спасио је војник Михаило Церовић, тако што је присилно зауставио коњску запрегу, која је случајно наишла друмом, послије чега су га другови смјестили у кола и тиме га спасили од сигурне смрти. 
Као професор нишке гимназије, оснивач прва читаоница за грађане и позоришта, у новоослобођеном крају старе Србије Сремац је заволео патријархални живот у Нишу. У њему и о њему ће касније написати скоро сва своја вреднија литерарна дела. Овај град ће постати и остати Сремчева трајна књижевничка инспирација. А у том постосманлијском Нишу, тек изашлом из културне и економске беде, Стеван Сремац је помно пратио и – бележио. 
Бележница је често била у његовој руци, не само у школи и на часовима и после њих већ у веселом друштву кафана „Маргер”, „Босна”, „Еснаф” и других. Хтео је да сачува од заборава весело „живување” старих Нишлија, тај „примитиван али срдачан и раздраган свет”. „Ивкову славу” ће и завршити речима „Моје је било да споменем... 
Колику је популарност Стевану Сремцу као писцу донело то сликање људи и живота старога Ниша, у време када су се појављивала његова дела „Ивкова слава”, „Зона Замфирова”, „Ибиш-ага” и друга, а и знатно потом, сведочи овај суд критичара Јована Скерлића: 
„Када би широка књижевна публика наша имала у једном плебисциту да каже кога сматра за највећег српског приповедача и чије књиге су њено најдраже штиво, несумњиво је да би највећи број гласова добио Стеван Сремац. 

## Услови у којима је настала приповетка
После ослобођења Ниша од Османлија 1878. године град је ушао у састав Кнежевине Србије и доста брзо почео да мења свој лик. Почиње нови, богатији и интензивнији живот Ниша. Старе српске куће са доксатима, ћепенке и тесне сокаке замењују нова здања и широке улице. Само годину дана после ослобођења град добија гимназију, прву средњу и учитељску школу. Већ следеће школске године, када се у Гимназију уписује и други разред, у Ниш је са новом генерацијом средњошколаца стигао професор Стеван Сремац (25. септембар 1879. године) са тек навршених 24 године живота. Иако млад за њим су остале године ратовања и напорно учење на Високој школи. Пошто је било мало предавача, Стеван Сремац је морао да предаје и географију, цртање и краснопис.
Упркос својим конзервативним и реакционарним идејно-политичким схватањима, Стеван Сремац, који је имао танано осећање живота, нашао се у средини која, на граници између два времена, нуди једно слојевито богатство типова и односа, „широку социјалну фреску чаршије и друштва на прелому од вековног турског ропства и феудалних односа ка младом капитализму у ослобођеној Србији, друштва које почиње да се пробија кроз живот оптерећен остацима минулих времена, старовременском патријархалношћу и ауторитетом.„
Обревши се у новом граду Стеван Сремац је успео да сагледа један такав град, на раскршћу између два времена, онај посебан „колорит” са много локалне боје, тај, како Јован Скерлић каже „комад живописног, егзотичног Истока, где су се стари живот, старе идеје сачувале у свој својој снази” – који је Сремцу као будућем писцу пружи изузетне доживљаје, посебно када се зна Сремчева романтичарска природа. Оно што је започео у рату као добровољац, могао је да настави у новим условима у овом граду. „Најзад је то био и акт искреног родољубља, а истовремено и задовољавао дубоке интимне разлоге Сремчеве природе.”
Како је време пролазило своју пажњу и креативне моћи, боравећи у Нишу Сремац ће посветити „богатом” животу града, људима и обичајима у њему. И управо оно што је Београд изгубио када је престао да буде „капија старог, чаробног Истока”, Стеван Сремац је налазио у Нишу. Брзо је он заволео оне Нишлије за које је „живот забава”, који су више од свега желели славе и тефериче, тај стари град у којем су куће светле и чисте, а у њима се „беле зидови, жути се липовина на долапима као лимун, а шарене се ћилимови по миндерлуцима и по поду”.
Сремцу је тај истргнути делић градског пејзажа, који је приказао у својим приповеткама помагао да се домогне људских срца и да их што верније прикаже, од њиховог језика до онога шта се збива у њиховом срцу. Тако је настала и „Ивкова слава”, а касније и Зона Замфирова, као истргнути делић, о обичајима и животу грађана у послератном Нишу. О том Сремчевом преливању, слика из свакодневног живота Ниша у књижевно дело, записује Душан Поповић, 
Сремац својим реалистичким поступком кристално чисто осликава социјалне групације, јасно карактерише њихове представнике и јарко осветљава односе, тежње и отворене или прикривене симпатије. Нема ту никакве сумње ко се – историјски ‘качи’ о мердевине, а ко ‘слази’...

## Како је настала приповетка?
Стеван Сремац се није женио. Живот је проводио у малим приземним кућама старог Ниша где је проналазио собу која би му највише одговарала. Остало је записано да је најдуже становао у једној малој кући поред парка на кеју крај Нишаве, у стану неке Николете. У том стану приповетка је највероватније настала тако што је Стеван Сремац, са доксата Николетине куће, прво пратио ток славе једног нишког виђенијег занатлије и домаћина Живка. Потом је Сремац у ову „литерарну потку” удахнуо нови живот, посебно „весело живување” и тродневно светковање гостију јорганџије Живка, који је у популарном делу остао без оног слова „Ж” и заувек постао Ивко, изазивало је велику пажњу.
Сремац је основу за ову приповетку, пронашао у изворном животу Ниша оног времена, и причу је градио на основу аутентичних догађаја. И бројни ликови који су описани у овом делу јесу личности који су заиста постојале. О томе је посведочила и Ивкова, односно Живкова жена, по Сремцу Кева, а у стварном животу Дика, 1932. године новинару Политике Стојану Стојиљковићу, „па тако са великом сигурношћу можемо тврдити да су и остали ликови у Ивковој слави, заиста и живели у Нишу”.
Ова прича (сведена на анегдоту) говори о пријатељима и једном непознатом госту, који на слави заборављају на грађански ред и настављају да славе и у томе прелазе сваку меру, тако да домаћин одлази да их тужи и самом председнику општине. Међутим и сам председник, „славан друг за друштво”, искористио је прилику да им се прикључи, и слављу никад краја...
Пишући „Ивкову славу”, Сремац је, из разумљивих разлога, приличан број имена променио, јер је:
...желео да из правог угла живота прикаже једну слику којом ће бити дочаран друштвени живот, а посебно она типична атмосфера у којој ће пластично моћи да се издвоје ликови, тако да задрже драж и нијансе једног времена.
Како је Сремац променио имена главним протагонистима Ивкове славе, тако је изменио и славу домаћина, па је уместо зимског Светог Јована, коју је славио Живко Мијалковић, своју причу везао за пролећну славу Ђурђевдан.
Пишући приповетку у ликовима Ивка, Курјака, Смука, Калче и више других, Сремац је успевао да открије специфичне особине, понеку притајену црту која аналитичком Сремчевом оку није могла да измакне. Познати као „ђувечкардаши”, ови Сремчеви јунаци, и у самом свом имену, крили су понеку од својих особина. 
- Смук је тако „славна испичутура”, али коју нико никада није видео пијана да се клати по сокацима Ниша,
- Курјак је Сремцу остао у сећању по томе што је умео да направи ђувеч, ћевап, аласку чорбу и јанију на свој начин, али тако да је човек и незван са апетитом могао јести.
- Ивко је, све „као у шали”, умео да оцрни човека и да изложи подсмеху
- Калча, чувени „ловџија”, кроз своје приче, за које су сви знали да су „л’жовне”, али су их пажљиво слушали, израстао је у својеврсног јунака, његова снажна и жива машта давала је причама посебну чар.
- Ниже се галерија чорбаџија и ’аџија, и – жена, оних што се „врћу из Бању… у шамију до очи”, девојке које знају за девојачко „срамување” и за којима сви морају да се окрену.

Према мишљењу Видосаве Николић - Стојанчевић, Сремац је у овом и другим својим делима указао на основне елементе трансформације менталитета не само варошке (у овом случају нишке) него и сеоске средине на српском етничком простору и у његово време... И зато се може сматрати да је ово Сремчева дело драгоцено и за етнолингвистичка проучавања и за социолингвистичка испитивања.
О рушењу „Ивкове” куће је извештено у августу 1938.

## Радња приповетке
У Ивковој слави наративни заплет је изграђен на шаљивој епизоди из живота старог Ниша, о томе како су „ђувеч-кардаши“, иначе пријатељи домаћина, Калча, Курјак и Смук три дана славили Ђурђевдан у кући њиховог побратима Ивка јорганџије.
Они су у Ивковој кући и дворишту прослављали славу онако како се слава у Нишу никад није до тада славила, знатно дуже него што је обичај. И знатно бучније и бахатије, него што је славски ред. У присуству незваног госта, циганске музике, и уз погледа радозналих комшија.
А у тих неколико дана славља изродиле су се и две љубавне приче Светислава и Маријоле, те Сике и Курјака, праћене разноврсном дигресијом проистеклом из приказа бројних догађаја: највише Калчиних ловџијских исповести, али и приповедања о томе како су се бринули међусобно побратими о здрављу, како су се лечили, затим о њиховом „акционарском друштву за експлоатацију блага“ и слично.
Тек на интервенцију власти (председника нишке општине, коме се за помоћ обрадио Ивко), напокон су напустили кућу распамећеног и увређеног домаћина Ивка.

## Прво објављивање приповетке и пратеће реакције
Први пут приповетка Ивкова слава је објављена у посебној књизи јула 1895. године. Од тога дана она је једна од наших најчитанијих књига. Слободан Јовановић о томе сведочи:
Сем Ивкове славе ја не знам да ли је још која књига која је у последње време била код нас очигледно читана ...
Књига је од критике до читалаца дочекана са пажњом и Стеван Сремац је скоро преко ноћи у Краљевини Србији нашао у жижи интересовања. Славу приповетке „Ивкова слава” умањиће тек појава „Коштане” Боре Станковића.
Након што је приповетка доживела успех код публике, након првих „импровизованих” драматизација других аутора, Стеван Сремац је са једним драмским писцем (Драгомиром Брзаком) написао своју верзију драматизације приповетка „Ивкова слава”, ангажујући Стевана Мокрањца да напише музику.
По мишљењу критике драматургија приповетка је претрпела значајне измене, које се пре свега односе на лик (Ж)Ивка који је потиснут у позадину, осиромашивањем његове улоге, и свођењем на статичну фигуру. Тако је један добро изнијансиран лик из приповетке, у потпуности био изгубљен у драматизацији. Сремац је након ових критика донекле исправио и ублажио своју драматизацију али и те поправке представу нису учиниле популарнијом.
У поред мишљења критике, за 120 година сценског извођења, ово дело и даље има сценску свежину, јер је извођено у разним драматизацијама, глумачким поделама и сценским приступима, и увек наилазило на једнодушан одзив публике. „Слике из веселих и безбрижних дана старог Ниша”, са тродневног славља у Ивковој кући, живо оцртани ликови гостију, дивно преплитање комике и збиље, посебно је зрачило са сцене, и увек имало снагу да вежу пажњу публике.

## Драматизација приповетке

### Премијерно извођење у Нишу
По први пут драматизована, „Ивкова слава” је приказа у хотелу „Европа” 1896. године, у варошици у којој је и настала. Приказивање „Ивкове славе” претворило се тако у догађај о коме се потом причало и препричавало. Мада су и годину дана раније имали прилике да се упознају са садржајем „Ивкове славе”, она није могла са
толико снаге да делује на Нишлије, „јер једно је књига, а друго позорница”. Као што се могло претпоставити, тога дана кафана хотела „Европа” била је крцата, мада улазнице нису биле ни мало јефтине: за оно време – дванаест и по гроша, за те паре морало је да се ради пуна три дана.
Забележено је да је представу, у кафани „Европа”, пратио и сам Калча (главни јунак представе). За ову представу он је добио специјални позив и тог дана обрео се у првом реду. Наравно, нису смели да му кажу да је представа, у ствари, драматизована Сремчева приповетка, јер су се организатори бојали да се у том случају неће појавити на премијери, што би засигурно умањило драж овог извођења „Ивкове славе”, само годину дана пошто је приповетка објављена 1895. године.
Након представе изузетно интересовање изазвао је Калчин дијалог са глумцима, посебно Илијом Станојевићем Чичом који је тумачио његов лик. Овај популарни Сремчев јунак причао је касније за „Ивкову славу” и своју „улогу” у њој ово:
„Ама, знаја сам га ја то куче да ће напра’и некочудо, зашто све к’да ће да дође при мен’, он ће извадиједну ’артишку, па што му год ја рекнем, он га запише.Ако је записуваја, ништа се не арчи, мош да му требаше ̕за чкољу, к’ко на прифисура у Зелену гимназију. Амазашто после да изврћа, изврнуја се наопачки, зашто нетури у књигу оно што сам му ја казуваја, него л’гаја,л’гаја – дори до Стамбол! А знам га, калеша, к’д дође уНиш: обукаја једно капуче т’нацко, једне краткепанталонке – личеше на рибу вретенарку. Први пут изчкољу испрати га г’сн министар па у Ниш. У џенем да јескршија шију по убаво би било. Парку није имаја, па свеидеше с’с Миту Божића ћатиб башију у нишки суд. Онга ’ранеше, па му даваше за тутун, он све. Тај Митабеше много добар човек. Трепкаше с очи к’ко сврака најуговину и уз сваку реч ће напра’и: хм., хм., тој што мувикамо: поврћа глас к’ко пет’л. А на кога се изметнаја Сремац – не могу да уфаћам.ˮ
После ове представе Сремац је, међутим, веровао да популарности његовог дела, у првом реду, доприноси познати глумац Илија Станојевић Чича. „Чим умре Чича, умреће и Калча”, имао је обичај да говори популарни писац саветујући да се у том случају дело одмах скине са репертоара, јер овај лик нико тако снажно не уме да тумачи.

### Премијерно извођење у Београду

#### „Ивкова слава” у драматизацији Веља Миљковић
За ову приповетку, после извођења у Нишу, и све веће популарности код читалаца, за драматизацију „Ивкове славе” заинтересовало се и Народно позориште у Београду. Представу је драматизовао Веља Миљковић и премијера је одржана 8. јануара 1898. године. Представа је приказана до 21. априла 1901. године 18 пута, и једном у летњиковцу краља Александра и краљице Драге (9. септембра 1900).
Ова драматизација Вељка Миковића од публике је примљена са симпатијама, иако јој је позоришна критика одрекла сваку вредност. Вељковићев драматуршки поступак био је једноставан. Он је преписао Сремчеве дијалоге, распоредио у четири чина, додао музику Даворина Јенка и дошао до драме са певањем. 
Ова драматизација је потом прихваћена од путујућих породица и позоришта у унутрашњости Србије и убрзо постала једна од најпопуларнијих. Поред Миљковићеве драматизације путујућа позоришта су се повремено појављивала и са другим адаптацијама.

#### „Ивкова слава” у драматизацији Драгомира Брзака и Стевана Сремца
Након што су изречене бројне критике стручне јавности на драматизацију Веље Миљковића, Драгомир Брзак и аутор приповетке Стеван Сремац 26. новембра 1900. година објавили су адаптирану верзију приповетке, за приказивање у позоришту под називом „Ивкова слава — Слика из нишкога живота у пет чинова с певањем”, користећи музику Стевана Мокрањца, са којим је Стеван Сремац заједно радио у Првој нишкој гимназији, која данас носи Сремчево име.
Представа ће безброј пута бити извођена, а и данас се изводи, на многим позоришним сценама широм Србије и шире.